# Kleinbernsdorf (Münchenbernsdorf)
Kleinbernsdorf ist ein Ortsteil von Münchenbernsdorf mit 300 Einwohnern im Landkreis Greiz in Thüringen.

## Lage
Kleinbernsdorf liegt östlich der Stadt Münchenbernsdorf an der Landesstraße 1078 von Großsaara kommend und weiterführend nach Lederhose zur Bundesautobahn 9. Das sanfte Tal mit Hängen wird landwirtschaftlich genutzt.

## Geschichte
Die urkundliche Ersterwähnung fand am 15. Mai 1270 statt.
Bereits 1922 wurde Kleinbernsdorf laut Ministerratsbeschluss Münchenbernsdorf zugeordnet. Allerdings erfolgte 1925 die Ausgemeindung, jedoch kam der Ort 1950 endgültig zu Münchenbernsdorf. Die Kirchenglocken aus dem 14. Jahrhundert wurden 2001 saniert.
→ Siehe auch Dorfkirche Kleinbernsdorf